# Comtat de Châlons-en-Champagne
El comtat de Châlons-en-Champagne (que es va dir Catalaunum fins al 1373 quan va canviar a Chalons en Champaigne) fou una jurisdicció feudal de Xampanya, sorgida al segle xi amb les possessions feudals que havia anat adquirint el bisbe de la ciutat i que incloïen la mateixa ciutat. El comte de Xampanya era el senyor teòric de la zona però els bisbes van adquirir molt de poder amb el suport reial (que buscava debilitar als comtes de Xampanya) i van arribar a fer feudataris als comtes per moltes terres que aquestos rebien del bisbe; la senyoria eclesiàstica fou un enclavament independent dins de Xampanya, i els senyors episcopals van agafar el títol de comtes a partir de la segona meitat del segle xii. El primer bisbe que es va titular també comte fou Guy III de Joinville (1163-1191), i més tard Pierre de Hans (1248-1261) i van defensar els seus drets contra el rei. El bisbe exercia com a castellà i administrador d'altra justícia; feia els placitums (paus o assemblees) delegant en el prebost i el batlle, mentre que seccions patibulàries es van crear fora de la població; una picota es va aixecar a la plaça del mercat de blat de la vila. El bisbe residia al seu palau, tenia la seva presó, el seu escriptori a la cambra de justícia, on equipava també la milícia; controlava les finances i la policia i a les societats reunides per gremis. Quan el comtat de Xampanya va passar a la corona de França el 1304, a causa del matrimoni de Joana de Xampanya i Felip el Bell el 1284, el bisbe no va perdre els seus drets. Les possessions dels comtes de Xampanya rodejaven a les del comte-bisbe, però aquest no li estava sotmès en res, ans al contrari algunes terres de Xampanya les tenien en feu del bisbe. Els bisbes van conservar el títol comtal fins a la revolució.
Per la llista de bisbes i comtes-bisbes, vegeu, bisbat de Châlons-en-Champagne